# Diosgenina

Diosgenina

La Diosgenina è una sapogenina presente nei tuberi della Dioscorea. La diosgenina viene utilizzato come molecola base per la sintesi commerciale di steroidi come il cortisone, il pregnenolone, il progesterone ed altri prodotti di natura steroidea.